# Euzebiusz (Iljinski)
Euzebiusz, imię świeckie Aleksiej Aleksiejewicz Iljinski (ur. 1809 w Biełgorodzie, zm. 28 lutego?/12 marca 1879) – rosyjski biskup prawosławny.
Był synem prawosławnego diakona. Ukończył seminarium duchowne w Kursku, a następnie Kijowską Akademię Duchowną. 8 grudnia 1834 złożył wieczyste śluby mnisze, zaś 1 stycznia 1835 został hierodiakonem, zaś 21 lipca tego samego roku przyjął święcenia kapłańskie. W 1835 obronił dysertację magisterską w dziedzinie teologii i został zatrudniony w Akademii, której był absolwentem, jako wykładowca. W 1839 został rektorem Akademii i otrzymał godność archimandryty. Od 1841 do 1844 był przełożonym Monasteru Wydubickiego, zaś od 1844 do 1845 kierował jako rektor seminarium duchownym w Wilnie. Od 1845 do 1848 był przełożonym monasteru Św. Ducha w Wilnie, następnie został przeniesiony do monasteru w Pożajściu.
1 stycznia 1849 przyjął chirotonię na biskupa kowieńskiego, wikariusza eparchii wileńskiej i litewskiej. W 1851 został biskupem podolskim. W 1858 otrzymał godność arcybiskupa kartlińskiego, egzarchy Gruzji. Od 1877 do śmierci w 1879 był arcybiskupem twerskim i kaszyńskim.